# Михайлов, Александр Александрович (Герой Российской Федерации)
Алекса́ндр Алекса́ндрович Михайлов (род. 1989, хутор 1-й Россошинский, Зерноградский район, Ростовская область) — военнослужащий Вооружённых Сил Российской Федерации, гвардии старший сержант 22-й отдельной бригады специального назначения. Герой России.
С 24 февраля 2022 года в составе своего подразделения принимал участие в российском вторжении в Украину.

## Биография
Александр Михайлов родился в 1989 году на хуторе 1-й Россошинский Зерноградского района Ростовской области.
По окончании школы поступил в среднее профессиональное училище № 20, где приобрёл навыки мастера мебельного и столярного производства.
В 2008 году призван на срочную службу в ряды ВС РФ.
В 2010 году подписал контракт с Минобороны России.

## Награждение
Удостоен звания Героя Российской Федерации. Вручение Александру Михайлову «Золотой Звезды» Героя России проходило в Георгиевском зале Большого Кремлёвского дворца 8 декабря 2023 года — накануне Дня героев Отечества.
По завершении церемонии Александр Михайлов вместе с командиром батальона «Спарта» Артёмом Жогой обратился к Владимиру Путину с просьбой принять участие в президентских выборах 2024 года.

## Награды
- Золотая Звезда Героя Российской Федерации (2023);
- Орден Мужества — за самоотверженность, мужество и отвагу при исполнении воинского долга;
- Орден Мужества — за самоотверженность, мужество и отвагу при исполнении воинского долга;
- Медаль «За отвагу» — за отвагу, проявленную в боях и при выполнении специальных заданий по обеспечению государственной безопасности;
- Медаль «За отвагу» — за отвагу, проявленную в боях и при выполнении специальных заданий по обеспечению государственной безопасности;
- медаль «За боевые отличия» — за инициативные и решительные действия, которые способствовали успешному выполнению боевых задач;
- медаль «За боевые отличия» — за инициативные и решительные действия, которые способствовали успешному выполнению боевых задач;
- медаль «За воинскую доблесть» I степени — за отвагу, проявленную при выполнении воинского долга;
- медаль «За воинскую доблесть» II степени — за отвагу, проявленную при выполнении воинского долга;
- медаль «За возвращение Крыма» — за вклад в обеспечение мира на полуострове;
- медаль «За возвращение Крыма» — за вклад в обеспечение мира на полуострове;
- наградное оружие[2].